# 三舩優子
三舩 優子（みふね ゆうこ、1966年8月17日 - ）は、東京都出身のコンサートピアニスト。叔父はギタリストの芳志戸幹雄。

## 来歴・人物
小学校時代をニューヨークで過ごし、7歳より本格的にピアノを始める。市村光子、ジェローム・ローエンタールに師事。小学校4年生でショパンのワルツ全曲を勉強し終えた。12歳で帰国後、井口秋子、奥村洋子、安川加寿子に師事。吉祥女子高等学校を経て、桐朋学園大学を首席で卒業。大学在学中の1988年には第57回日本音楽コンクールで優勝。1990年より文化庁派遣研修員としてジュリアード音楽院に留学し、マーティン・キャニンに師事。1991年、フリーナ・アワーバック国際ピアノコンクール（Frinna Awerbuch International Piano Competition）で優勝。1992年、ジュリアード・ソリストオーディション優勝。2021年度から京都市立芸術大学准教授。
2003年から2008年まで、NHK-BS2『週刊ブックレビュー』の司会もつとめた。

## ディスコグラフィ

### アルバム
- 巡礼の年　第2年「イタリア」 / フランツ・リスト作曲
- メフィストワルツ　-リスト作品集-
- ラプソディー・イン・ブルー
- Winged
- Barber Piano Works
- Sul America
- Yuko Plays Gillock~Style~
- きらきらピアノ こどものピアノ 名曲集１〜５
- きらきらピアノ こどもの ポピュラー メロディーズ１〜３
- 星降る町の 小さな風景 ピアノのための ２８の小品
- OBSESSION